# Stadtbach (Aarau)
Der Stadtbach ist ein im 13. Jahrhundert künstlich angelegter Bach im Kanton Aargau in der Schweiz. Er entspringt auf dem Gebiet der Gemeinde Suhr und fliesst durch die Stadt Aarau, wo er nach rund viereinhalb Kilometern in die Aare mündet. Bis Mitte des 19. Jahrhunderts diente der Stadtbach zur Trinkwasserversorgung der Stadt Aarau.

## Verlauf
Der Bach beginnt in den Brüelmatten, einer Ebene zwischen Unterentfelden und Suhr. Dort wird er einerseits von verschiedenen Grundwasserquellen am Südrand des Gönhardwaldes gespeist, andererseits wird auch Wasser vom Entfelder Dorfbach, von der Suhre und von der Uerke zugeleitet. Bis zum Dorfzentrum von Suhr, wo ein Teil des Wassers wieder der Suhre zugeführt wird, heisst das Gewässer Brunnbach.
In Suhr umrundet der Stadtbach den Kirchhügel und wendet sich nach Nordwesten. Er folgt auf den nächsten drei Kilometern der Bachstrasse, vorbei am Stadion Brügglifeld und am Herosé-Stift. Ab der Oberen Vorstadt ist der Stadtbach zum grössten Teil eingedolt. Nach Passieren der Hinteren Vorstadt und des Obertors erreicht er die Altstadt und verzweigt sich in drei Arme. Der westliche Arm führt durch die Rathausgasse und den Zollrain, der mittlere durch die Pelzgasse und die Metzgergasse, der östliche durch das Färbergässli und das Mühlegässli. Im Bereich der ehemaligen Hammermühle vereinigen sie sich wieder und wenige Meter darauf mündet der Stadtbach in die Aare. Ein kleiner Seitenarm verlief durch die Vordere Vorstadt und floss danach über den ehemaligen Stadtgraben nach Westen ab. 

## Geschichte
Wann genau der Stadtbach angelegt wurde, ist nicht bekannt, es muss aber im Zeitraum zwischen 1248 (ältester Beleg des Ortsnamens) und 1292 gewesen sein, als Herzog Albrecht I. den Aarauern das Anzapfen der Suhre erlaubte. Häufig kam es zwischen Aarau und Suhr zu Streitigkeiten um die Wassernutzung. 1517 entschied Bern, dass bei Wasserknappheit die Aarauer ein alleiniges Verfügungsrecht besassen. Nach Manipulationen seitens der Suhrer liess Bern 1671 ein Streichmass aus Stein errichten, damit die Suhrer Felder wie vereinbart nur bei hohem Wasserstand bewässert wurden.
Der Stadtbach lieferte den Aarauern nicht nur Trinkwasser, sondern diente auch zum Antreiben von Wasserrädern und der Versorgung von Gewerbebetrieben. Um eine Verunreinigung des Trinkwassers zu vermeiden, bestand ab etwa 1650 eine parallel verlaufende Deuchelleitung. Ab 1807 wurde das Trinkwasser bereits in Suhr in solche Leitungen umgeleitet. In Aarau leitete man den Stadtbach bis 1820 mit einem kurzen Aquädukt über den Stadtgraben, was mit der Auffüllung des Grabens entfiel. Trotz aller Massnahmen kam es im 19. Jahrhundert immer häufiger zu Verunreinigungen. Aus finanziellen Gründen entfernte man 1837 die defekte Deuchelleitung im Bachbett und die Stadtbewohner wichen zunehmend auf die wenigen aus Quellwasser gespeisten Brunnen aus.
1854 starben 81 Menschen an der Cholera (bei einer Bevölkerungszahl von etwa 4'000). Da die Situation unhaltbar geworden war, begann 1857 der Bau des 732 Meter langen Gönhardstollens, der direkt den Kleinen Brunnquell in den Brüelmatten anzapfen sollte. Nach zwei Jahren stiessen die Arbeiter zufällig auf eine weitaus ergiebigere Quelle, den Grundwasserstrom der Suhre. Somit verfügten die Aarauer ab 1860 über die erste Grundwasserfassung der Schweiz. Die Feuerwehr nutzte den Stadtbach noch zur Entnahme von Löschwasser, bis im Jahr 1900 nach dem Bau eines Reservoirs Hochdruck-Hydranten zur Verfügung standen. Die industrielle Nutzung verschwand mit der flächendeckenden Elektrifizierung.
Eng mit dem Stadtbach im Zusammenhang steht der jahrhundertealte Brauch Bachfischet.